# 柏亭街道
柏亭街道，是中华人民共和国河南省驻马店市西平县下辖的一个乡镇级行政单位。

## 行政区划
柏亭街道下辖以下地区：
桂李社区、席赵社区、郭店社区、耿王社区、东吕社区、朱洪社区、汤买赵社区、黄庄社区和范楼社区。